# أهل بودريس (بوشفاعة)
أهل بودريس هي إحدى مشيخات المملكة المغربية، تتبع جغرافيا لإقليم تازة وإداريًا لبوشفاعة. يقدر عدد سكانها بـ 8506 نسمة حسب الإحصاء الرسمي للسكان والسكنى لسنة 2004.